# أيون النترونيوم

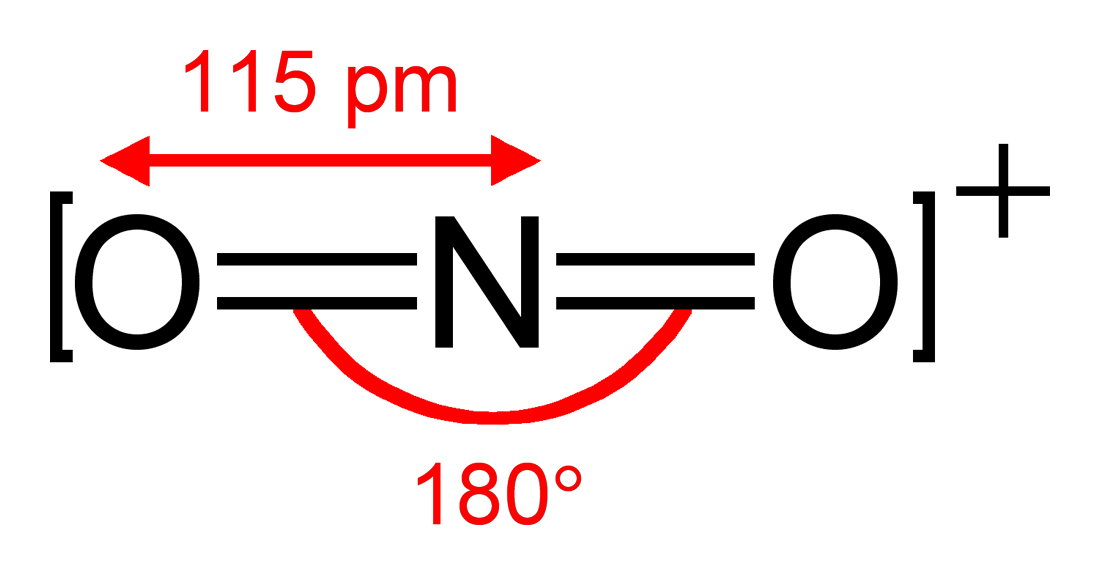
بنية أيون النترونيوم

أيون النترونيوم هو أيون حامل للشحنة الكهربائية الموجبة (كاتيون) صيغته الكيميائية +NO2، ويتكون بنيوياً من ذرتي أكسجين طرفيتين مرتبطتين برابطتين مزدوجتين مع ذرة نتروجين مركزية.
يستحصل أيون النترونيوم من إزالة إلكترون من جزيء ثنائي أكسيد النيتروجين؛ أو من إضافة بروتون ونزع ماء من حمض النتريك.
هذا الأيون مستقر، وعادة ما يحضر في وسط التفاعل من مزج حمض الكبريتيك المركز مع حمض النتريك المركز:
{\displaystyle \mathrm {H_{2}SO_{4}\ +\ HNO_{3}\longrightarrow \ HSO_{4}^{-}\ +\ NO_{2}^{+}+\ _{\ }H_{2}O} }
يجد هذا الأيون تطبيقات له في مجال نترتة المركبات العطرية.